# Campanula khorasanica
Campanula khorasanica är en klockväxtart som först beskrevs av Karl Heinz Rechinger och Paul Aellen, och fick sitt nu gällande namn av Karl Heinz Rechinger. Campanula khorasanica ingår i släktet blåklockor, och familjen klockväxter.
Artens utbredningsområde är Iran. Inga underarter finns listade i Catalogue of Life.